# Lentilactobacillus
Lentilactobacillus — рід молочнокислих бактерій родини Lactobacillaceae. Виділений у 2020 році з роду Lactobacillus. Містить 15 видів.

## Етимологія
Назва роду походить з латинського lentus — «повільний», та роду Lactobacillus. Назву можна довільно перекласти як «повільна молочнокисла бактерія», і вона вказує на повільний ріст бактерії порівняно з родом Lactobacillus.

## Види
- Lentilactobacillus buchneri (Henneberg 1903)
- Lentilactobacillus curieae (Lei et al. 2013)
- Lentilactobacillus diolivorans (Krooneman et al. 2002)
- Lentilactobacillus farraginis (Endo and Okada 2007)
- Lentilactobacillus hilgardii (Douglas and Cruess 1936)
- Lentilactobacillus kefiri (Kandler and Kunath 1983)
- Lentilactobacillus kisonensis (Watanabe et al. 2009)
- Lentilactobacillus otakiensis (Watanabe et al. 2009)
- Lentilactobacillus parabuchneri (Farrow et al. 1989)
- Lentilactobacillus parafarraginis (Endo and Okada 2007)
- Lentilactobacillus parakefiri (Takizawa et al. 1994)
- Lentilactobacillus raoultii Zheng et al. 2020
- Lentilactobacillus rapi (Watanabe et al. 2009)
- Lentilactobacillus senioris (Oki et al. 2012)
- Lentilactobacillus sunkii (Watanabe et al. 2009)